# Cheirogaleus ravus
Cheirogaleus ravus är en primat i familjen muslemurer som förekommer i ett litet område vid Madagaskars östra kustlinje. Regionen är främst täckt av regnskog. Arten beskrevs efter uppstoppade individer från museer. IUCN listar arten med kunskapsbrist (DD).
Djuret har allmänt en järngrå päls, ibland med bruna skuggor och med en otydlig strimma på ryggens mitt. Däremot har händer och fötter samt svansens spets en vit färg. På öronen finns inga eller bara några glest fördelade hår. Huden där är mörk. Arter i släktet Cheirogaleus når en kroppslängd (huvud och bål) av 17 till 26 cm, en svanslängd av 19 till 31 cm och en vikt av 180 till 600 gram. Cheirogaleus ravus är en av de större arterna i släktet.
Liksom andra medlemmar av släktet klättrar Cheirogaleus ravus främst i växtligheten. För kommunikationen med andra individer finns olika läten.